# Kirchberg an der Raab
Kirchberg an der Raab is een gemeente met 4.588 inwoners (2023) in de Oostenrijkse deelstaat Stiermarken, behorend tot het district Südoststeiermark. Tot 2013 behoorde ze tot het district Feldbach.
In 2015 werd de gemeente uitgebreid met Fladnitz im Raabtal, Oberdorf am Hochegg, Studenzen en een deel van Oberstorcha.
Bad Gleichenberg · Bad Radkersburg · Deutsch Goritz · Edelsbach bei Feldbach · Eichkögl · Fehring · Feldbach · Gnas · Halbenrain · Jagerberg · Kapfenstein · Kirchbach-Zerlach · Kirchberg an der Raab · Klöch · Mettersdorf am Saßbach · Mureck · Paldau · Pirching am Traubenberg · Riegersburg · Sankt Anna am Aigen · Sankt Peter am Ottersbach · Sankt Stefan im Rosental · Straden · Tieschen · Unterlamm
- Gemeinsame Normdatei: 4533859-0
- Virtual International Authority File: 240084683